# WTA Bayonne 1989 - Doppio
Il doppio del torneo di tennis WTA Bayonne 1989, facente parte del WTA Tour 1989, ha avuto come vincitrici Manon Bollegraf e Catherine Tanvier che hanno battuto in finale Elna Reinach e Raffaella Reggi con il punteggio di 7–6, 7–5.

## Teste di serie
1. Elna Reinach /  Raffaella Reggi (finale)
2. Manon Bollegraf /  Catherine Tanvier (campionesse)

1. Bettina Bunge /  Catarina Lindqvist (primo turno)
2. Pascale Etchemendy /  Pascale Paradis (primo turno)

## Tabellone

### Legenda
| - Q = Qualificato - WC = Wild card - LL = Lucky loser | - ALT = Alternate - SE = Special Exempt - PR = Protected Ranking | - w/o = Walkover - r = Ritirato - d = Squalificato |